# Mậu binh

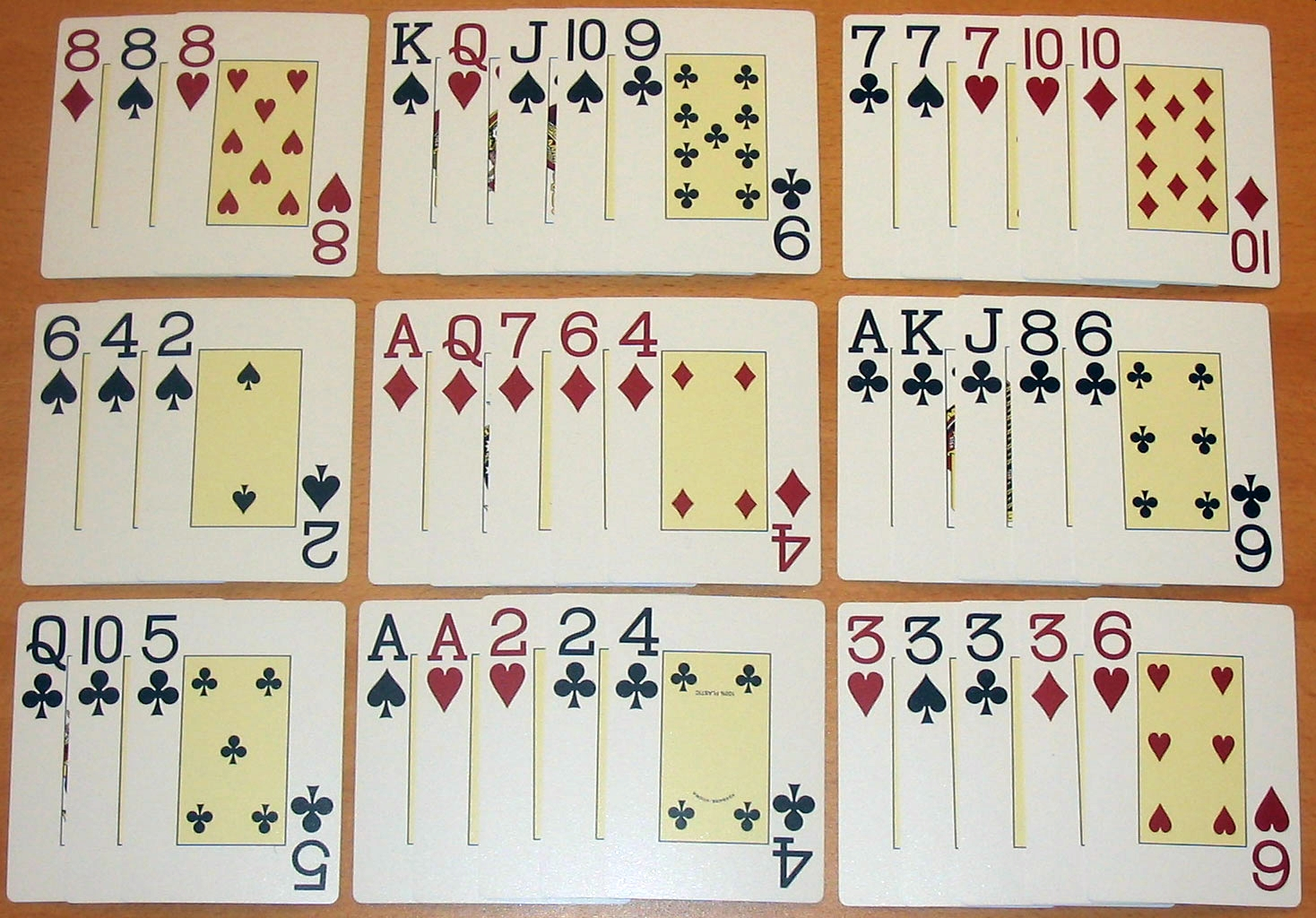
Sắp xếp bài trong Mậu binh.

Mậu binh (tiếng Anh: Chinese poker - Poker của người Trung Quốc) hay Binh xập xám là một trò chơi bài dựa phần nhiều trên cách thiết lập bài của xì tố. 

## Luật chơi
Trong bài Mậu Binh, thứ tự mạnh yếu của các lá bài tăng dần từ 2,3,4,5,6,7,8,9,10,J, Q, K, A và đặc biệt trong Mậu Binh chỉ xét đến độ lớn, không xét chất của lá bài. Ta phải xếp sao cho chi 1 mạnh hơn chi 2 và chi hai mạnh hơn chi 3, nếu không sẽ bị tính là binh lủng.
Binh lủng có thể phát hiện khi so chi 1 với nhau. Người chơi có thể bỏ bài khi thấy bài mình không mạnh.
Mỗi người chơi xếp 13 lá bài của mình thành 3 chi: 5 quân cho chi đầu, 5 quân cho chi giữa và 3 quân còn lại là chi cuối, sau đó so sánh từng chi với nhau, thường xét chi đầu (5 lá), sau đó chi giữa (5 lá), rồi đến chi cuối (3 lá). Kiểu xét bài theo thứ tự từ dưới lên sẽ tạo cho cảm giác kịch tính của bài "xập xám chướng", chi cuối thường thắng tiền nhiều nhất nên sẽ tạo cảm giác hồi hộp cho người chơi.
| Tên                                  | Ý nghĩa                                                      | Ví dụ           | Điều kiện quyết định cao thấp                                             |
| ------------------------------------ | ------------------------------------------------------------ | --------------- | ------------------------------------------------------------------------- |
| Mậu thầu (en: High Card)             | Không có liên kết nào với các lá bài khác                    | A♠              | Xét lá bài cao nhất, sau đó xét các lá bài cao tiếp theo                  |
| Đôi (en: Pair)                       | Hai lá bài đồng số                                           | 10♣ 10♥         | Xét đôi cao thấp, tiếp đến là các lá bài lẻ cao nhất                      |
| Thú (en: Two Pairs)                  | Hai đôi                                                      | J♦ J♠ 8♣ 8♠     | Xét đôi cao thấp, tiếp đến là đôi thấp hơn và sau cùng là (các) lá bài lẻ |
| Sám chi/Sám cô (en: Three of a Kind) | Ba lá bài đồng số                                            | Q♣ Q♥ Q♠        | Xét cao thấp của bộ ba                                                    |
| Sảnh (en: Straight)                  | Năm lá bài trong một chuỗi số nhưng không đồng chất          | J♠ 10♦ 9♥ 8♣ 7♥ | Xét cao thấp của lá bài cao nhất của chuỗi                                |
| Thùng (en: Flush)                    | Năm lá bài cùng màu, đồng chất nhưng không cùng một chuỗi số | 7♠ Q♠ 10♠ K♠ A♠ | Xét lá bài cao nhất, sau đó các lá bài cao tiếp theo                      |
| Cù lũ (en: Full House)               | Một bộ ba và một bộ đôi                                      | K♣ K♠ K♦ 9♥ 9♣  | Xét cao thấp của bộ ba                                                    |
| Tứ quý (en: Four of a Kind)          | Bốn lá đồng số                                               | A♥ A♦ A♠ A♣     | Xét cao thấp lá bài của tứ quý                                            |
| Thùng phá sảnh (en: Straight Flush)  | Năm lá bài cùng màu, đồng chất, cùng một chuỗi số            | Q♣ J♣ 10♣ 9♣ 8♣ | Xét lá bài cao nhất                                                       |

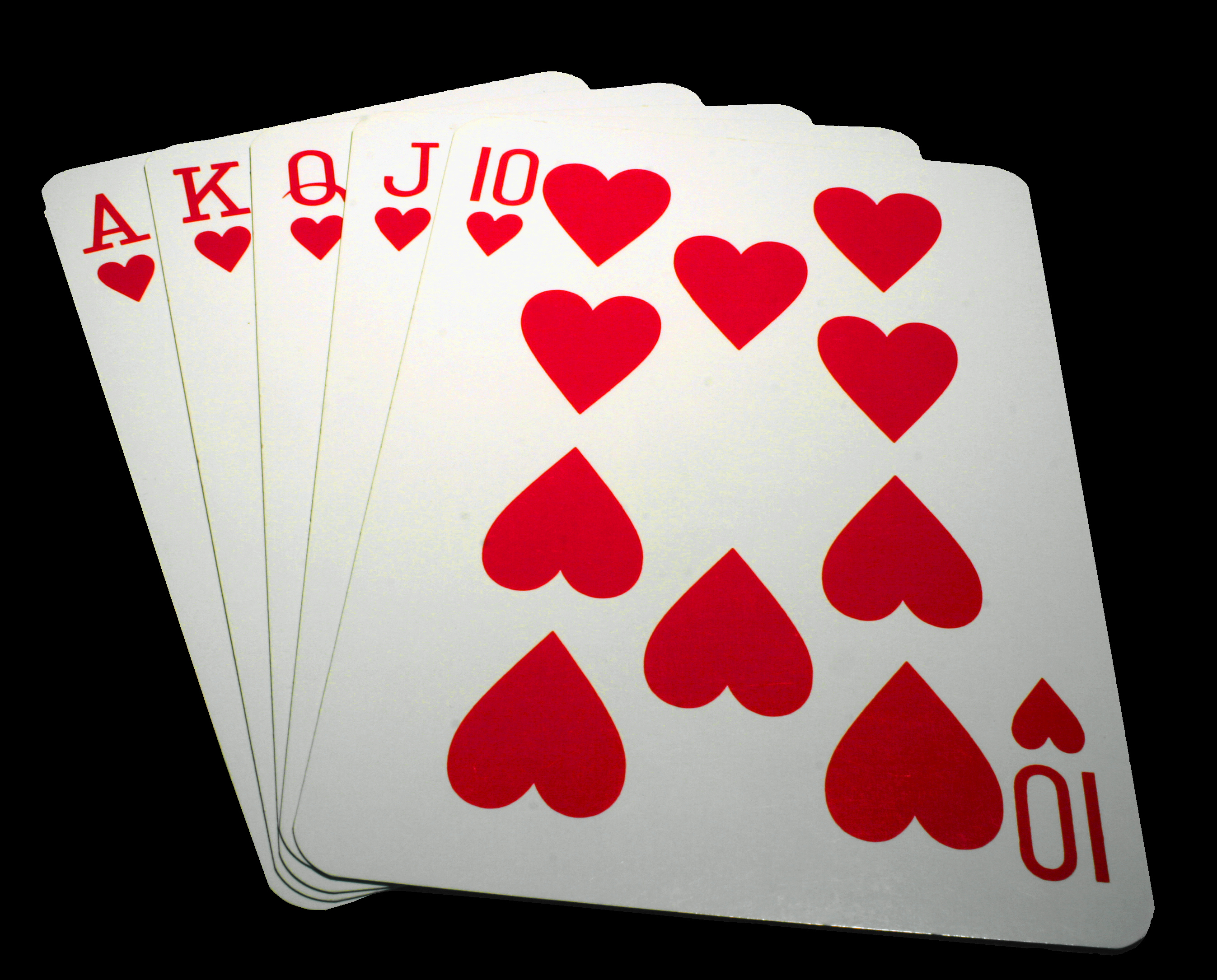
Thùng phá sảnh

Nếu các lá bài giống nhau thì xét hòa cho hai người chơi đó. Chú ý rằng trong Mậu Binh có thể xếp sảnh (hoặc thùng phá sảnh) con A ghép với 2,3,4,5 (tuy nhiên đây là bài sảnh hay thùng phá sảnh nhỏ nhất), còn con A ghép với 10,J,Q,K là lá bài lớn nhất.

### Các liên kết trong chi cuối
- Mậu thầu: Không có liên kết các lá bài.
- Đôi: Có 2 lá bài đồng số.
- Sám chi: Có 3 lá bài đồng số.
- Sảnh (chỉ tính trong trường hợp tới Mậu binh tới trắng 3 sảnh).
- Thùng (chỉ tính trong trường hợp Mậu binh tới trắng 3 thùng).

### Mậu binh tới trắng: (Người chơi chiến thắng trực tiếp mà không cần so từng chi)
- Sảnh rồng: 13 lá từ 2 -> A không đồng chất.
- Đồng màu 1: 13 lá đồng màu đen/đỏ.
- Đồng màu 2: bài có 12 lá đồng màu đen/đỏ hoặc đỏ/đen.
- Lục phế bôn: bài có 6 đôi và 1 mậu thầu hoặc 5  bộ đôi và 1 sám chi. Giống nhau so đến đôi cao nhất.
- 3 cái thùng hoặc 3 cái thùng phá sảnh: 3 chi mỗi chi là một thùng hoặc một thùng phá sảnh. Giống nhau so đến các thùng ở các chi. Có thể hoà.
- 3 cái sảnh: 3 chi mỗi chi là một sảnh. Giống nhau so đến các sảnh ở các chi. Có thể hoà.
- từ 3 đến xì : có thể hoà

### Mậu binh đặc biệt: Xuất hiện khi tiến hành so các chi với nhau
- Sập 3 chi: Người chơi thua cả ba chi với 1 người chơi khác.
- Bắt sập làng: Người chơi ăn cả ba chi với tất cả người chơi còn lại.
- Sám chi cuối: Người chơi thắng chi cuối bằng 1 sám chi.
- Cù lũ chi 2: Người chơi thắng chi hai bằng 1 cù lũ.
- Tứ quý: Người chơi thắng chi đầu bằng 1 tứ quý.
- Tứ quý chi 2: Người chơi thắng chi hai bằng 1 tứ quý. Nghĩa là có 2 tứ quý ở chi đầu và chi giữa.
- Thùng phá sảnh: Người chơi thắng chi đầu bằng 1 thùng phá sảnh.
- Thùng phá sảnh chi 2: Người chơi thắng chi hai bằng 1 thùng phá sảnh. Nghĩa là có 2 thùng phá sảnh ở chi đầu và chi giữa.

Người chơi có thể thỏa thuận các mức tiền cược của các Mậu binh đặc biệt hay Mậu binh tới trắng. Nhưng từ Cù lũ trở xuống sẽ được tính bằng 1 lần tiền cược.